# Coccinia
Coccinia es un género  de plantas con flores perteneciente a la familia Cucurbitaceae y comprende  25 especies.

## Descripción
Son plantas trepadoras de hasta 20 m de largo; tallos glabros o pubescentes, herbáceos, tornándose suavemente leñosos con la edad; dioicas. Hojas ampliamente ovadas, de 3–11.5 cm de largo y 3.5–15.5 cm de ancho, agudas a obtusas, apiculadas en el ápice, cordadas en la base, denticulado-glandulares, glabras o pubescentes, con glándulas discoidales en el envés cerca de la base, 3–5-palmatilobadas, los lobos usualmente triangulares o ovados, el lobo central más grande; pecíolos 1–5 cm de largo; zarcillos simples o bífidos. Flores estaminadas solitarias, en fascículos de 2–4 flores o en racimos, pedicelos 7–70 mm de largo, hipanto campanulado, 3–7 mm de largo, sépalos 5, distantes, angostos, 2.5–6 mm de largo, corola campanulada, amarillo pálida a blanca, con nervios verdes, pétalos 5, unidos hasta cerca de la mitad, 1.5–2 cm de largo, estambres 3, todos con 2 tecas, anteras unidas y formando un capítulo globoso, tecas convolutas; flores pistiladas usualmente solitarias, pedicelo 4–25 mm de largo, hipanto cortamente cilíndrico, 2–7 mm de largo, perianto similar al de las flores estaminadas, corola más bien más grande, ovario elipsoide-cilíndrico, liso, 5–15 mm de largo, placentas 3, óvulos numerosos, horizontales, estigmas 3. Frutos elipsoides, de 1–30 cm de largo, 1–6 cm de ancho, de cáscara delgada, carnosos, lisos, indehiscentes, con numerosas semillas, rojo brillantes cuando maduros, pedúnculo 8–40 mm de largo; semillas asimétricamente ovadas, ca 6 mm de largo, 3 mm de ancho y 1.5 mm de grueso, comprimidas, fibrosas.
La última monografía del género se encuentra en Holstein (2015).

Ovario y fruto de Coccinia
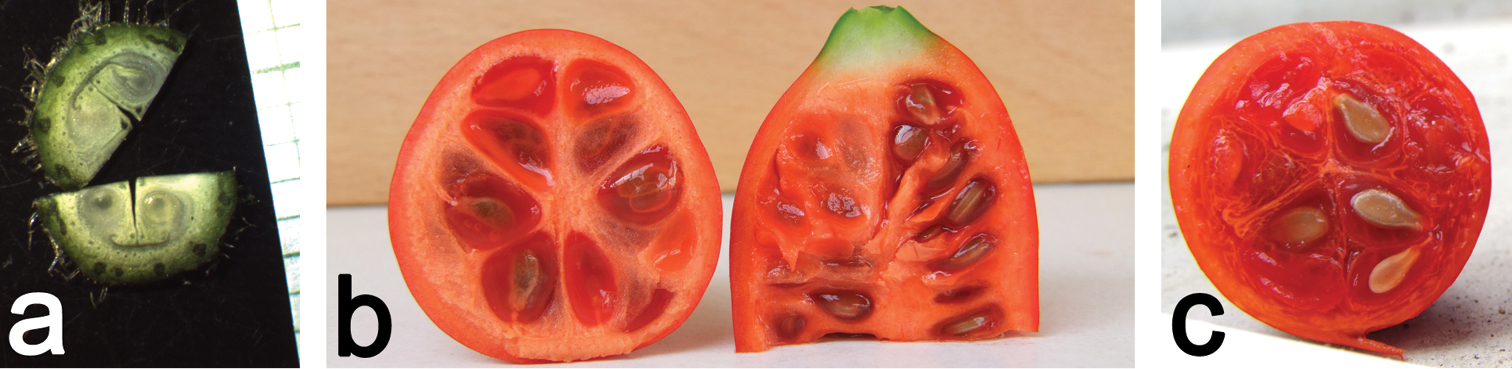
Holstein (2015[1]): "a: Corte transversal de ovario de Coccinia hirtella. Los óvulos son anátropos y la micropila mira hacia afuera. b: Sección transversal y longitudinal de fruto de C. megarrhiza. Las semillas están encerradas en una coraza hialina (arilo) y parecen insertas en la periferia c: Sección transversal de fruto de C. sessilifolia. Nótese que los haces vasculares en el sector inferior izquierdo de la imagen se doblan en la periferia, por lo que la placentación no es parietal sino involuta."
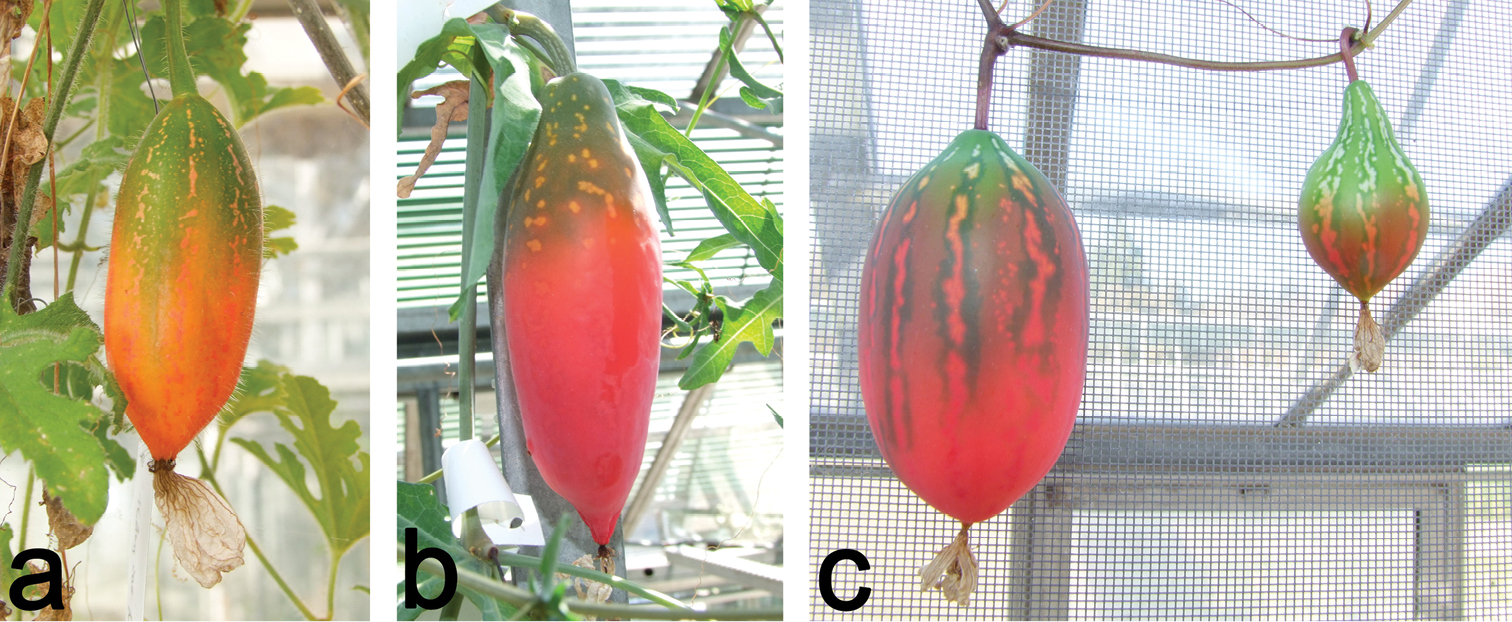
Holstein (2015[1]): "a: Fruto madurando de C. hirtella. Nótense las típicas hojas lobuladas de esta especie en el sector inferior derecho b Fruto madurando de C. sessilifolia. El fruto, como la planta, está cubierto de una capa cerosa (waxy bloom) c Frutos madurando de C. megarrhiza, tienen un halo (halo) verde oscuro alrededor del marmoreado (mottling) blanco longitudinal. El fruto de la izquierda es derivado de una polinización con polen de C. megarrhiza, mientras que el fruto más pequeño de la derecha es derivado de una polinización cruzada con C. trilobata (las dos polinizaciones fueron efectuadas el mismo día)."
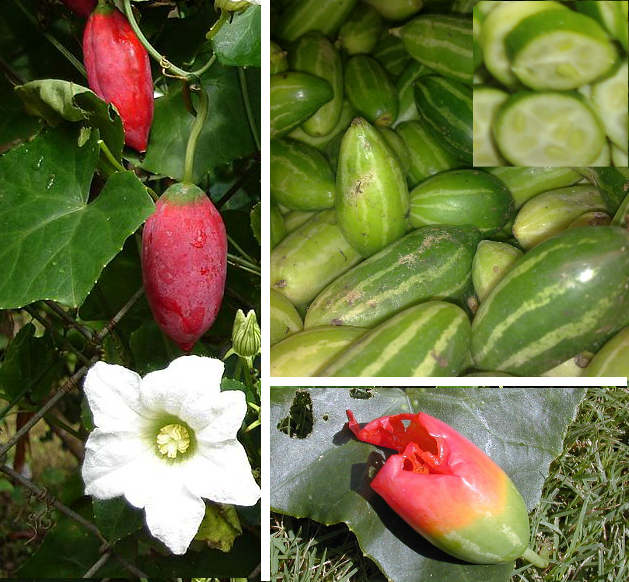
Coccinia grandis es la única cuya distribución abarca regiones fuera de África, sus frutos se consumen inmaduros como verdura de estación.

## Distribución
Se distribuye en el África subsahariana y con una especie en el sur y sudeste de Asia que se introdujo también en Australia y el Nuevo Mundo. Es bien conocido por el cultivo C. grandis.

## Taxonomía
El género fue descrito por Wight et Arn. y publicado en Prodromus Florae Peninsulae Indiae Orientalis 1: 347–348. 1834.

## Especies
| - Coccinia abyssinica - Coccinia adoensis - Coccinia barteri - Coccinia grandiflora - Coccinia grandis - Coccinia heterophylla - Coccinia hirtella - Coccinia intermedia - Coccinia keayana | - Coccinia longicarpa - Coccinia mackenii - Coccinia megarrhiza - Coccinia microphylla - Coccinia mildbraedii - Coccinia ogadensis - Coccinia pwaniensis - Coccinia quinqueloba - Coccinia racemiflora | - Coccinia rehmannii - Coccinia samburuensis - Coccinia schliebenii - Coccinia senensis - Coccinia sessilifolia - Coccinia subsessiliflora - Coccinia trilobata |